# Sonata per pianoforte n. 1 (Balakirev)
La Sonata per pianoforte n. 1, Op. 5, in si bemolle minore, fu composta da Milij Alekseevič Balakirev tra il 1856 ed il 1857, ma non venne terminata. 

## Storia della composizione
La sonata per pianoforte op. 5, composta tra il 1856 ed il 1857 è un'opera giovanile rimasta incompiuta, che venne dedicata all'amico e collega Cezar' Kjui, anch'egli membro del Gruppo dei cinque. 

## Struttura della composizione
Il pezzo è articolato in tre movimenti ed ha una durata media di circa 24 minuti. Il primo movimento è caratterizzato da una solenne introduzione (Andante), seguita da un Allegro assai feroce. La Mazurka del secondo movimento venne in seguito riutilizzata da Balakirev nella sua Mazurka n. 5. Il terzo movimento della sonata è un lento e filosofico Andante. 